# Gunna (rapper)
Gunna, pseudonimo di Sergio Giavanni Kitchens (College Park, 14 giugno 1993), è un rapper statunitense.

## Biografia
Kitchens nasce a College Park, in Georgia, e viene cresciuto dalla madre insieme ai suoi quattro fratelli. Inizia a produrre musica all'età di quindici anni. Cresce ascoltando Cam'ron e Outkast.
Nel 2013 Gunna rilascia il mixtape "Hard Body" con l'alter ego di Young Gunna. Nel 2016 registra "Floyd Mayweather" in collaborazione con Young Thug. Sempre nel 2016, Gunna rilascia il mixtape intitolato "Drip Season". Nel 2017 esce "Drip Season 2", mentre nel 2018 collabora come featuring nascosto a Yosemite di Travis Scott, contenuto nell'album Astroworld ed esce "Drip Season 3". Insieme a Lil Baby pubblica il mixtape "Drip Harder", che debutta alla posizione 4 del Billboard Hot 100. Successivamente inizia ad apparire in svariati album di artisti hip hop statunitensi di rilievo, collaborando anche con Chris Brown per il singolo Heat contenuto nell'album Indigo.
Il terzo disco di Kitchens, DS4Ever, è uscito a gennaio 2022, e nonostante la ricezione negativa della critica ha ottenuto un ottimo esito commerciale, vendendo più copie nella sua prima settimana di disponibilità dell'album Dawn FM di The Weeknd, uscito in concomitanza con il disco.

## Discografia

### Album in studio
- 2019 – Drip or Drown 2
- 2020 – Wunna
- 2022 – DS4Ever
- 2023 – A Gift & a Curse
- 2024 – One of Wun
- 2025 - The Last Wun

### EP
- 2017 – Drip or Drown (con Wheezy)

### Mixtape
- 2013 – Hard Body (come Yung Gunna)
- 2016 – Drip Season
- 2017 – Drip Season 2
- 2018 – Drip Season 3
- 2018 – Drip Harder (con Lil Baby)

### Raccolte
- 2021 – Slime Language 2 (con Young Stoner Life e Young Thug)

### Singoli
- 2017 – Beat the Case (feat. Offset)
- 2017 – Back and Forth (con Hoodrich Pablo Juan)
- 2017 – Vibes in LA (con Moneybagg Yo)
- 2017 – Mind on a Milli (con Hoodrich Pablo Juan)
- 2017 – Rich Bitch
- 2017 – Cash 4 It (con Spiffy Global e 24hrs)
- 2018 – Almighty (con Hoodrich Pablo Juan)
- 2018 – Sold Out Dates (con Lil Baby)
- 2018 – Need U (con Fxxxxy)
- 2018 – Drip Too Hard (con Lil Baby)
- 2019 – One Call
- 2019 – Speed It Up
- 2019 – Don't Get Me Started (con Pia Mia e Carnage)
- 2019 – Cash Cow (con NGHTMRE)
- 2020 – Skybox
- 2020 – Turks (con Nav feat. Travis Scott)
- 2020 – Quarantine Clean (con Turbo e Young Thug)
- 2020 – Wunna
- 2020 – Dollaz on My Head (feat. Young Thug)
- 2020 – Lemonade (con Internet Money e Don Toliver feat. Nav)
- 2020 – Famous (con Octavian e Saint Jhn)
- 2020 – Take It to Trial (con Young Stoner Life e Young Thug feat. Yak Gotti)
- 2021 – Young Wheezy (con Nav)
- 2021 – Stackin It (con Nechie)
- 2021 – Repeat It (con Lil Tecca)
- 2021 – 9 Times Out of 10 (con Taurus)
- 2021 – Too Easy (con Future)
- 2022 – Banking on Me
- 2022 – To the Moon (Gunna Remix) (con JNR Choi e Sam Tompkins)
- 2022 – Private Island (A Colors Show)
- 2023 – Bromies (con Ufo361)
- 2023 – Bread & Butter
- 2023 – FukUMean
- 2023 – Day Off (con Elyrix)
- 2023 – This Year (Blessings) (Remix) (con Victor Thompson)
- 2023 – Bachelor (con Turbo)
- 2024 – Bittersweet
- 2024 – Prada Dem (feat. Offset)
- 2024 – Whatsapp (Wassam)
- 2024 – Jump (con Tyla e Skillibeng)
- 2024 – Tiffany (con IDK)
- 2024 – Style Rare (con Offset)

### Collaborazioni
- 2017 – Pots & Pans (SG feat. Gunna)
- 2017 – Bag (Jose Guapo feat. Gunna e Lil Duke)
- 2018 – Lead the Blind (DJ Fly Guy feat. Gunna e Jay 5)
- 2018 – Back to Back (Cheat Code feat, Gunna e Young Thug)
- 2018 – On Fye (Shawn Scrilla feat. Gunna)
- 2018 – Po'ed Up (Paris feat. Gunna)
- 2018 – Dead Presidents (Hoodrich Keem feat. Gunna e Lil Duke)
- 2018 – Drip Nation (Sosamann feat. Gunna)
- 2018 – Us (Dave East feat. Gunna)
- 2018 – My Drippin (Da Wrapper feat. Gunna)
- 2018 – Do You Understand? (Shy Glizzy feat. Gunna e Tory Lanez)
- 2018 – Good Dope (Marlo feat. Gunna)
- 2018 – Wherebouts (Omeeezy Chappo feat. Gunna)
- 2018 – Porshe (Blue Face Bally feat. Gunna)
- 2018 – Maximized (Tomorrow Genius feat. Gunna)
- 2018 – Drip like That (Reese LaFlare feat. Gunna)
- 2018 – Afford It (6ixers feat, Gunna)
- 2018 – Fasho (Fetty Luciano feat. Gunna)
- 2018 – Choosin (Devon Tracy feat. Gunna)
- 2018 – Got Me a Check (B Shot e DJ Fly Guy feat. Gunna)
- 2018 – New Hunnids (Young Scooter feat. Yung Bans e Gunna)
- 2018 – Broken Homes (The Plug feat. Nafe Smallz, M Huncho e Gunna)
- 2018 – Yosemite (Travis Scott feat. Gunna e Nav)
- 2018 – Vicious (Oakland Remix) (San Quinn feat. Galaxy Atoms, Grumpy, Stevie Joe, B Dubb e Gunna)
- 2019 – Space Cadet (Metro Boomin feat. Gunna)
- 2019 – No Cappin at All (FDW Baybay, Dj Ray G e Dj RedFx feat. Gunna)
- 2019 – Man 2 Be (Rockstar Rodie feat. Gunna)
- 2019 – Perfect Timing (Yung Joc feat. Gunna e B. Smyth)
- 2019 – Studio (Kid Rootz feat. Young Thug e Gunna)
- 2019 – On Time (Ufo361 feat. Gunna)
- 2019 –  Bell (Eazy Swindles feat. Gunna)
- 2019 – Suicide Doors (French Montana feat. Gunna)
- 2019 – Stuck in a Dream (Lil Mosey feat. Gunna)
- 2019 – Verify (Jacquees feat. Young Thug e Gunna)
- 2019 – I Wanna Rock (G-Eazy feat. Gunna)
- 2019 – Heat (Chris Brown feat. Gunna)
- 2019 – Hot (Young Thug feat. Gunna)
- 2019 – Start wit Me (Roddy Ricch feat. Gunna)
- 2019 – First Class (Blueface feat. Gunna)
- 2019 – Picasso (Leeky Bandz feat. Gunna)
- 2019 – W (Koffee feat. Gunna)
- 2019 – Dead Wrong (LOR. 3leven feat. Gunna)
- 2020 – Let You Go (Benjamin Kickz feat. Gunna)
- 2020 – Dior (Remix) (Pop Smoke feat. Gunna)
- 2020 – Numbers (A Boogie wit da Hoodie feat. Roddy Ricch, Gunna & London on da Track)
- 2020 – Gotta Be Careful (Dolly White feat. Gunna)
- 2020 – Fox 5 (Lil Keed feat. Gunna)
- 2020 – My Oh My (Remix) (Camila Cabello feat. DaBaby & Gunna)
- 2020 – Hollywood Love (A. Chal feat. Gunna)
- 2020 – Gucci Gucci (Lil Durk feat. Gunna)
- 2020 – Cafeteria (Chase B e Don Toliver feat. Gunna)
- 2020 – Jimmy Choo (Karlae feat. Young Thug e Gunna)
- 2020 – Praise (Tchami feat. Gunna)
- 2020 – On Fleek (Yella Beezy feat. Gunna)
- 2020 – Flawed (Wale feat. Gunna)
- 2020 – No Ceiling (Dej Loaf feat. Gunna)
- 2020 – Caution (Trey Trey feat. DJ Pharris e Gunna)
- 2020 – Sticky (Felipe Da Don feat. Lil Baby e Gunna)
- 2020 – All the Smoke (Tyla Yaweh feat. Gunna e Wiz Khalifa)
- 2021 – Get It (Charlie Sloth feat. Gunna, Abra Cadabra e Kelvyn Colt)
- 2021 – VVS (Capo Plaza feat. Gunna)
- 2021 – Big (Rita Ora, David Guetta e Imanbek feat. Gunna)
- 2021 – Murder Me (Shad da Good feat. Gunna)
- 2021 – His & Hers (Internet Money feat. Don Toliver, Lil Uzi Vert & Gunna)
- 2021 – Work Out (Lil Gotit feat. Gunna)
- 2021 – Waves (Culture Jam feat. Gunna e Polo G)
- 2021 – London (Booka600 feat. Gunna)
- 2022 – Elon Musk (DDG feat. Gunna)
- 2022 – Lights Off (Tay Keith feat. Gunna e Lil Durk)
- 2024 – 1:59 (Normani feat. Gunna)